# Anna Schnidenwind
Anna Schnidenwind, nacida Anna Trutt (hacia 1688 en Wyhl am Kaiserstuhl - 24 de abril de 1751 en Endingen am Kaiserstuhl) fue una de las últimas brujas de Alemania en ser ajusticiada públicamente.
Fue quemada en la hoguera el 24 de abril de 1751 en Endingen am Kaiserstuhl en Brisgovia, tras su estrangulación previa. La campesina de 63 años fue acusada de pacto con el Diablo y provocar un incendio. Se la responsabilizó del desastroso incendio de Endingen el 7 de marzo de 1751, que probablemente provocó al ahumar comida.